# 流变仪

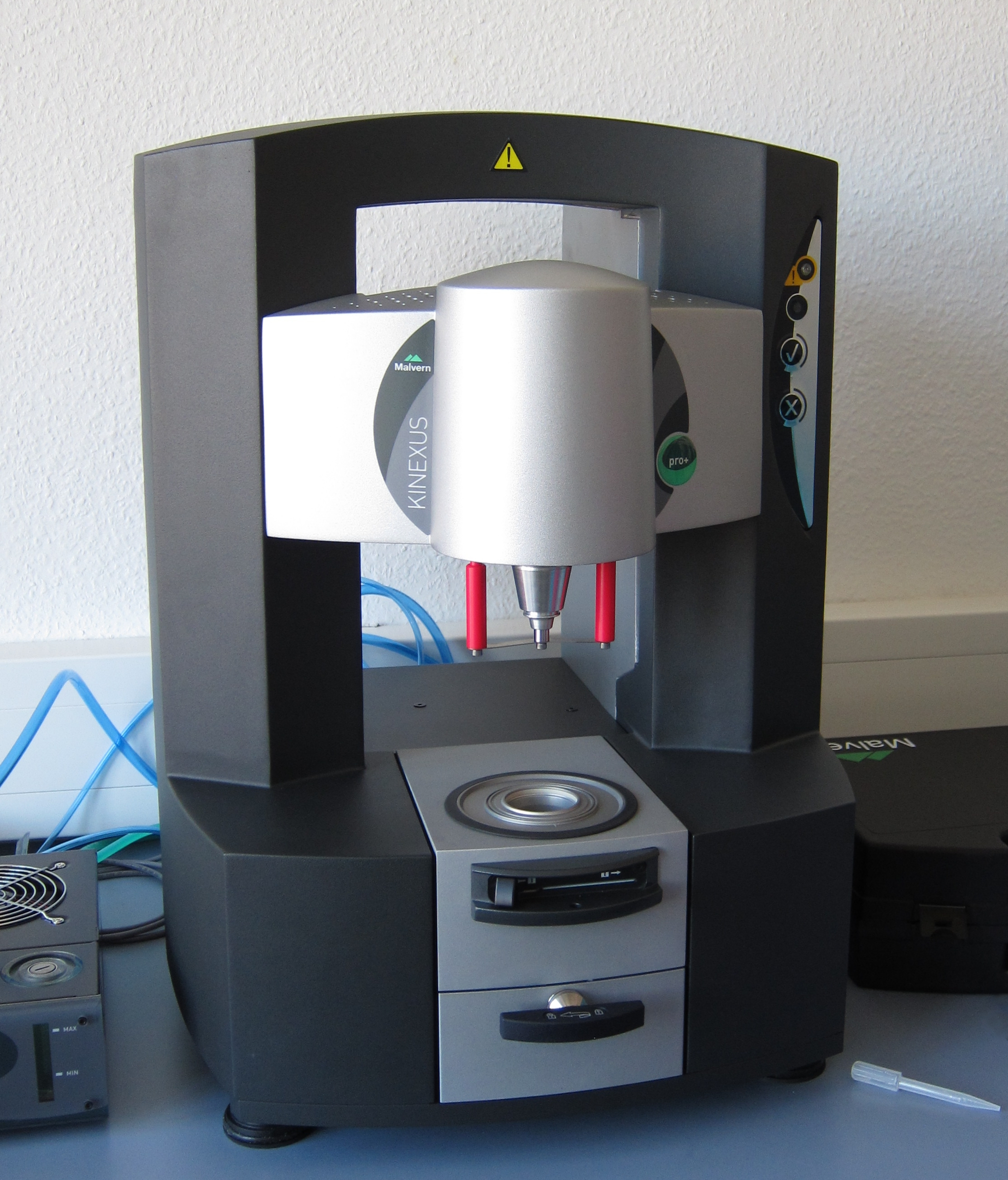
旋转流变仪

流变仪（英語：rheometer）是表征物体流变行为的实验装置。对于牛顿流体，可以用应力＝粘度×应变速率来描述。但是现实中的固体存在不符合胡克定律的塑性变形，液体也全是非牛顿流体。特别对于高分子，具有粘弹性性质，情况复杂。和测量确定情况下物体黏度的黏度计不同，流变仪可以测量不同应力或不同应变速率下黏度和模量的变化。流变仪一般分为两类：剪切流变仪和拉伸流变仪。

## 类型

### 剪切型

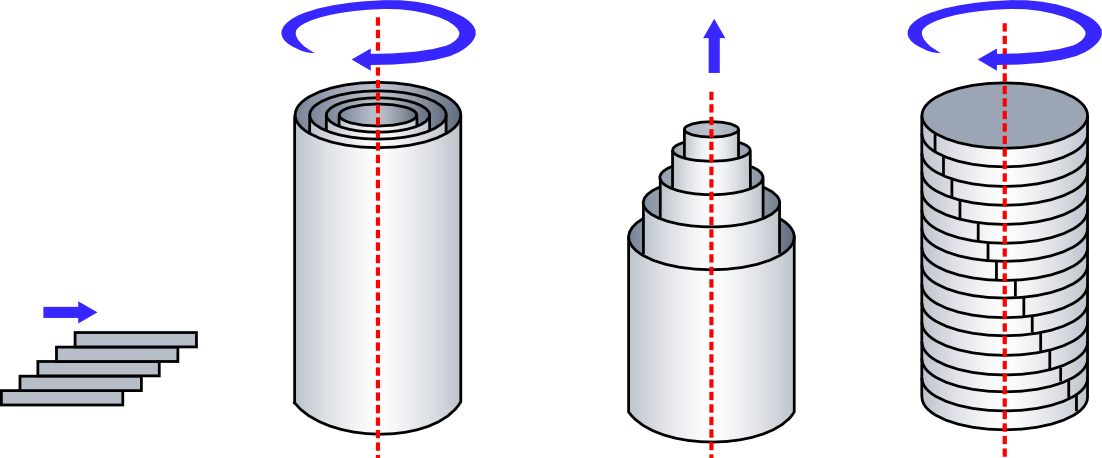
不同的测量器件

剪切流变仪基本原理是两种，控制应变速率，测量剪切应力的变化和控制剪切应力，测量应变速率的变化。
根据剪切性流变仪器件的几何形状，可以分为以下几类
- 库艾特平板拖曳流
- 柱形流
- 管内泊松流
- 平板流测量

#### 线性剪切
线性剪切流变仪的一个例子是固特异线性皮肤流变仪，可用于测试化妆品配方，以及用于医学研究目的以量化组织的弹性特性。
该设备的工作原理是将线性探针连接到被测组织的表面，施加受控的循环力，使用测力传感器测量产生的剪切力。试样的位移是使用线性变量微分转化器（LVDT）测量的。因此，可以获得和分析基本的应力-应变参数，以推导出被测组织的动态弹簧刚度。

#### 毛细管式流变仪
在 层流 条件下，液体受力通过横截面积恒定且尺寸精确已知的管子。 流速和压降两个量中一个是固定值，另一个是测量值。 利用管子尺寸，流速可以被转换为剪切速率，压降可以转换为剪切应力，最终可以得到流变曲线。当相对少量的流体可用于流变表征时，可以使用带有嵌入式压力传感器的微流体流变仪来测量受控流速下的压降
毛细管流变仪对于表征治疗性蛋白质溶液特别有利，因为它决定了注射的能力。

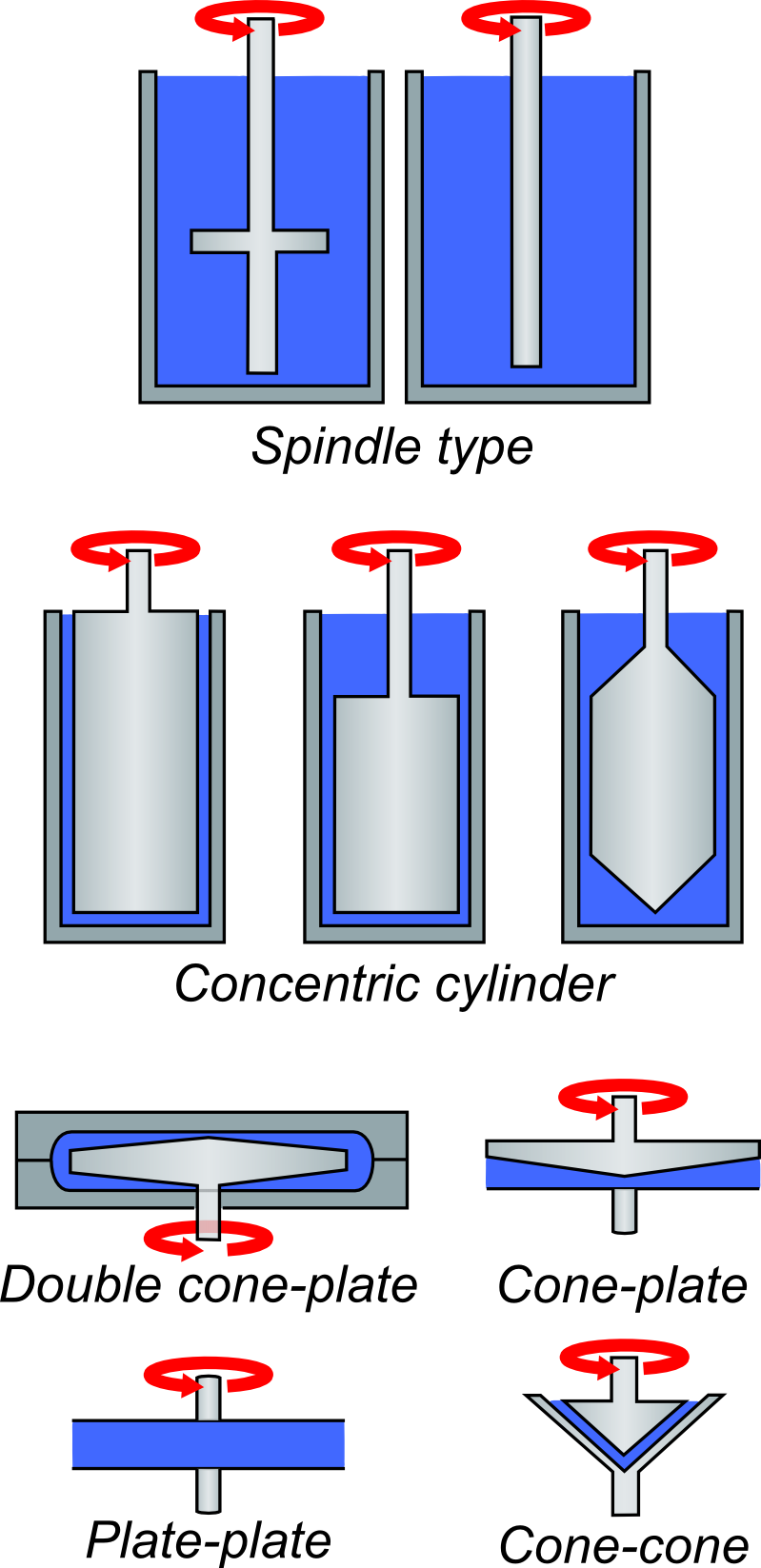
Rotational geometries of different types of shearing rheometers

#### 旋转同心圆柱
液体被放置在内圆柱和外部空心圆柱之间的圆环空隙内。实心圆柱以设定的速度旋转，决定了环内液体的剪切速率。液体倾向于拖动外面的空心圆柱体，它施加在空心圆柱体上的扭矩可以被记录，并转换为剪切应力，从而得到流变曲线。该模型曾广泛用于 石油工业，用于确定 钻井液 的流动特性。近年来，已使用以 600、300、200、100、6 和 3 RPM 旋转的流变仪。这允许使用更复杂的流体模型，例如 Herschel-Bulkley。某些型号允许以编程方式连续增加和减少速度，从而可以测量与时间相关的属性。

#### 锥-板测量
液体被置于水平板上，测量装置为浅锥体。平板和锥体的夹角约为1-2度。通过测量体系旋转后的转矩来获得流变曲线。

### 拉伸流变仪
拉伸流变测量通常在需要经受拉伸变形的材料上进行。比如需要拉伸加工的聚合物材料，例如注塑、纤维纺丝、挤出、吹塑和涂层流。它也可能在使用过程中发生，例如粘合剂的脱粘、洗手液的泵送和液体食品的处理。
由于均匀的拉伸流较难产生，拉伸流变仪的发展较慢。首先，测试流体或熔体与固体界面的相互作用将导致剪切流分量，这会影响结果。其次，必须控制和了解所有材料元素的应变历史。第三，应变速率和应变必须足够高，以将聚合物链拉伸到超出其正常回转半径之外，这需要具有大变形率范围和大行程距离的仪器。
市售的拉伸流变仪一般根据所测粘度范围进行了分类。黏度范围从大约0.01到1 Pa·s的材料，比如大多数聚合物溶液，最好用毛细管破裂流变仪、反向喷射装置或收缩流系统来进行表征。对于黏度范围从大约1到1000 Pa·s的材料，可以使用长丝拉伸流变仪。对于黏度大于1000 Pa·s的高黏度材料，比如聚合物熔体，最好用定长装置表征。

#### CaBER
毛细管破裂流变仪是将少量材料放置在板之间，这些板会迅速拉伸到固定的应变水平。随着流体细丝在表面张力、重力和粘弹性的联合作用下颈缩和断裂，中点直径可作为时间的函数进行监测。作为应变和应变率函数的拉伸黏度可以从数据中提取出来。该系统适用于低黏度流体，比如墨水、油漆、粘合剂和生物流体。

#### FiSER
在该仪器中，一组线性电机以指数增长的速度拉伸流体细丝，同时测量作为时间和位置函数的力和直径。该系统可以监测应变相关的拉伸粘度，以及流动停止后的应力衰减。

### 其它类型的流变仪

#### 声流变仪
声流变仪采用压电晶体，可以轻松地将连续的伸缩波发射到流体中。通过这种非接触式方法施加一个振荡拉伸应力。声流变仪可以测量兆赫范围内一组频率下对应超声波的声速和衰减。声速是衡量系统弹性的指标，衰减则是粘性特性的量度，它可以转化为粘性纵向模量。在牛顿液体的情况下，通过衰减可以求出黏度值。这种类型的流变仪的工作频率比其他类型高得多，适用于研究应力松弛很短的各种效果。

#### 毛细管/收缩流
其他系统涉及通过孔口、从毛细管膨胀或通过真空从表面吸入柱中的液体。加压毛细管流变仪可用于设计对流体食品的热处理。这种仪器可以帮助防止流体食品的过度加工和加工不足，因为不需要外推到高温。